# Saint-Firmin-sur-Loire
Saint-Firmin-sur-Loire település Franciaországban, Loiret megyében. Lakosainak száma 509 fő (2022. január 1.). Saint-Firmin-sur-Loire Briare, Autry-le-Châtel, Cernoy-en-Berry, Châtillon-sur-Loire és Saint-Brisson-sur-Loire községekkel határos.

## Népesség
A település népessége az elmúlt években az alábbi módon változott:
| Lakosok száma | 475  | 465  | 509  | 516  | 536  | 547  | 521  | 508  | 510  | 509  |
|               | 1968 | 1982 | 1990 | 2006 | 2013 | 2015 | 2017 | 2019 | 2020 | 2022 |